# Закон Фатиха
Закон Фатиха или закон братоубийства — позднее название одного из положений из Канун-наме (сборника законов) Мехмеда Фатиха. Оно позволяло тому из наследников османского трона, кто стал султаном, убить остальных ради общественного блага (Nizam-I Alem) — предотвращения войн и смут.
Э. Афьонджу: «Чтобы устранить хаос при выборе главы государства, в Османской империи было узаконено братоубийство».
Э. Б. Экинджи: «Закон султана Мехмеда Фатиха передал право казнить мужчин-членов династии его сыну, чтобы предотвратить междуцарствие».
Существование этого закона признавалось не всеми; распространена точка зрения, что Мехмед не мог легализовать убийство невиновных. Сомневающиеся полагали, что этот закон выдумали европейцы и ложно приписали его Фатиху. Турецкие учёные доказали, что это не так.
Оценка легитимности такого положения, то есть соответствия нормам шариата, а также влияния этого закона на историю Османской империи неоднозначна. Высказывалось мнение, что законы шариата не могут одобрить убийство невиновного.
Учёные, положительно оценивающие роль закона, указывали, что в случае применения закона необходима была ещё фетва высокопоставленного муфтия (то есть целесообразность его применения каждый раз обсуждалась) и что страна избежала множества братоубийственных войн за наследство. Они акцентируют внимание на том, что этот закон позволил сохранить целостность империи, в отличие от прочих тюркских государств, каждое из которых оказалось раздроблено между всеми членами правящей династии. Учёные, оценивающие роль закона отрицательно, полагают, что закон спровоцировал войны и бунты сыновей султанов ещё при жизни отцов.

## Закон братоубийства

### Формулировка
«Закон о братоубийстве» содержится во второй главе (bāb-ı sānī) Канун-наме Мехмеда II. Формулировки закона в разных рукописях имеют незначительные орфографические и стилистические отличия друг от друга. Ниже приводится версия из текста, изданного Мехмедом Арифом-беем в 1912 году:
И кому из моих сыновей достанется султанат, во имя всеобщего блага допустимо умерщвление родных братьев. Это поддержано и большинством улемов. Пусть они действуют в соответствии с этим.Оригинальный текст (осм.)و هر کمسنه یه اولادمدن سلطنت میسر اوله قرنداشلرین نظام عالم ایچون قتل ایتمك مناسبدر اکثر علما دخی تجویز ایتمشدر انکله عامل اوله لرОригинальный текст (тур.) Ve her kimseneye evlâdımdan saltanat müyesser ola, karındaşların Nizâm-ı Âlem için katl eylemek münasiptir. Ekser ûlema dahi tecviz etmiştir. Anınla amil olalar.

### Тексты
Два совпадающих по тексту списка Канун-наме находятся в Австрийской национальной библиотеке в Вене (Cod. H. O. 143 и Cod. A. F. 547). Одна рукопись, датируемая 18 марта 1650 года, была переведена Йозефом Хаммером на немецкий с пропусками и опубликована в 1815 году под названием «Кодекс султана Мухаммеда II». Примерно через столетие Мехмед Ариф-бей опубликовал текст более старой рукописи от 28 октября 1620 года, под названием Ḳānūnnnāme-i āl-i’Os̠mān («Кодекс Османов»). В переводе на русский язык эта рукопись публиковалась в 1990 году. До обнаружения второго тома незавершённой хроники Коджи Хуссейна Beda’i’u l-veḳā'i («Времена основания») эти две рукописи из Венской библиотеки оставались единственными известными списками Канун-наме. Коджа Хуссейн, служивший реис уль-киттабом (секретарём) дивана, использовал записи и тексты, хранившиеся в османских архивах. Копия хроники (518 листов, в Nesta’lī Du-Duktus, размеры листа 18 × 28,5 см, 25 строк на страницу) была куплена из частной коллекции в 1862 году Азиатским музеем Санкт-Петербурга и попала в Ленинградское отделение Института востоковедения Академии наук СССР, где она и хранится (NC 564). Первая факсимильная публикация этой рукописи после длительной подготовки состоялась в 1961 году в серии «Памятники литературы народов Востока. Тексты. Большая серия».
Ещё один, более короткий и неполный список Канун-наме (в котором отсутствует закон братоубийства) можно найти в работе Хезарфена Хюсейна-эфенди (умер в 1691 году) в работе «Резюме объяснений законов Дома Османа». Согласно предисловию, она написана неким Лейсадом Мехмедом бин Мустафой, главой государственной канцелярии (тевви’и), в трёх разделах или главах. Создание рукописи относится ко времени, когда великим визирем был Караманлы Мехмед-паша (1477—1481).

## Престолонаследие

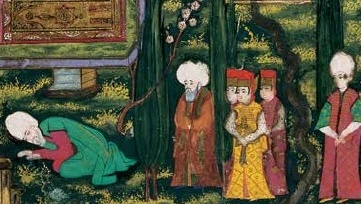
Сулейман I проклинает шехзаде Баязида, узнав о мятеже. Хюнер-наме

Длительное время после образования Османского государства в правящей династии отсутствовала передача власти от одного правителя к последующему напрямую, не существовало чётких правил, позволявших определить наследника. На востоке, в частности в странах дар аль-ислама, как наследие кочевых времён сохранялась система, при которой все члены семьи мужского пола, происходившие от основателя династии по мужской линии, имели равные права (Ekber-i-Nesebi). Султан не назначал преемника; считалось, что правитель не вправе определить заранее, кто из всех претендентов и наследников получит власть, поскольку власть переходила к тому, «кому [по словам Дуки] помогала судьба». Назначение наследника трактовалось как вмешательство в божественное предопределение — «Султана называет Всевышний». Сулейман писал своему мятежному сыну Баязиду: «Будущее надо было оставить Господу, потому что царствами распоряжаются не человеческие желания, а Божья воля. Если он решит отдать государство после меня тебе, то ни одна живая душа не в силах будет ему помешать». На практике трон занимал тот из претендентов, чья кандидатура получала поддержку знати и улемов. В османских источниках сохранились указания на то, что после смерти Эртогрула его брат, Дюндар-бей, претендовал на лидерство и титул вождя, но племя предпочло ему сына Эртогрула — Османа.

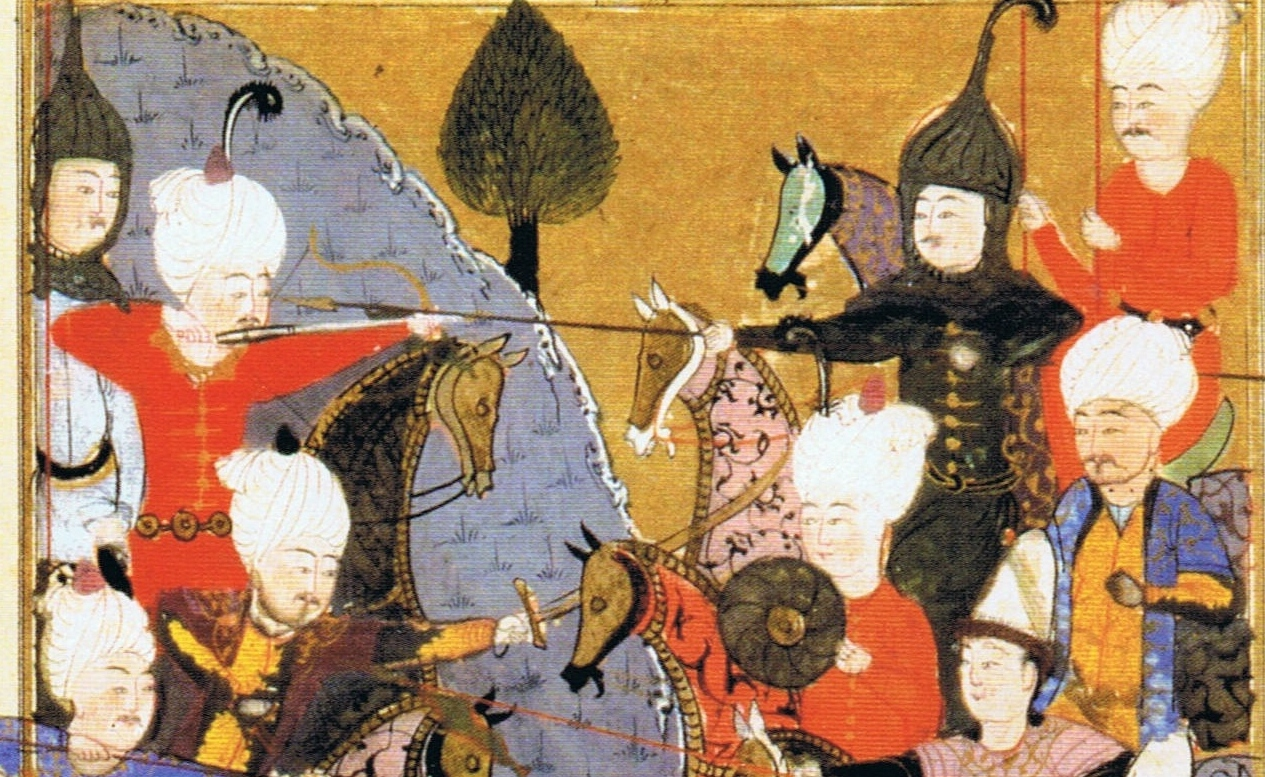
Битва Селима и Ахмеда при Енишехире, Селим-нама

В этой системе все сыновья султана теоретически имели равные права на престол. Не имело значения, кто был старше, а кто младше, был это сын от жены или наложницы. С самого раннего времени, следуя традициям народов Центральной Азии, правители направляли всех родственников по мужской линии управлять различными областями. При этом сыновья правящего султана обретали опыт управления государством и армией под руководством лалы. С появлением таких административных единиц, как санджак, сыновья султана получали пост санджакбеев. Помимо административного, до середины XVI века османские принцы получали и военный опыт, принимая участие в битвах, командуя войсками. Последними были сыновья Сулеймана: в кампании на Дунае в 1537 году участвовали Мехмед и Селим, в осаде Буды в 1541 году участвовали Селим и Баязид, в Нахичеванской кампании 1553 года участвовали Селим и Джихангир, Мустафа тоже принимал участие в этой кампании и был казнён.
Когда султан умирал, новым султаном становился тот, кто раньше успевал прибыть в столицу после смерти отца и принять присягу от чиновников, улемов и войск. Эта практика способствовала тому, чтобы к власти приходили опытные и талантливые политики, сумевшие выстроить хорошие отношения с элитой государства и получить её поддержку. Все сыновья султана старались получить назначение в более близкий к столице санджак. Бунты шехзаде Ахмета и шехзаде Селима, сыновей Баязида II, и шехзаде Баязида, сына Сулеймана, были связаны с нежеланием ехать в более удалённый город. Но ещё более, чем близость к столице, были важны силы, стоявшие за тем или иным сыном султана. Например, после смерти Мехмеда II обоим его сыновьям (Джему и Баязиду) были посланы письма с сообщением об этом. Как написал Анджолелло, служивший Мехмеду: «Все дело было в том, кто прибудет в столицу первым»; «И захватит казну», — уточнял Спандунес. Санджак Джема был ближе; кроме того, существовало мнение, что Мехмед более благоволил к нему, и к тому же его поддерживал великий визирь. Можно было ожидать, что Джем станет следующим султаном, однако партия Баязида была сильнее. Занимая ключевые посты (бейлербей Румелии, санджакбей в Анталии), сторонники Баязида перехватили гонцов, ехавших к Джему, блокировали все пути, и Джем не смог прибыть в Стамбул.
Практика посылать шехзаде в санджаки прекратилась в конце XVI века. Из сыновей султана Селима II (1566—1574) в Манису поехал только его старший сын, будущий султан Мурад III (1574—1595), в свою очередь Мурад III тоже послал туда только своего старшего сына, будущего султана Мехмеда III (1595—1603). Мехмед III был последним султаном, прошедшим «школу» управления" в санджаке. В течение последующего полувека старшие сыновья султанов носили титул санджакбеев Манисы, проживая при этом в Стамбуле. Опасаясь заговора со стороны собственных сыновей, Мехмед ввёл пагубный обычай не отправлять шехзаде в санджаки, где они должны были обучаться искусству управления страной, а держать их при себе на территории султанского дворца, где шехзаде были фактически отрезаны от внешнего мира.
Со смертью Мехмеда III в декабре 1603 года султаном стал его третий сын, тринадцатилетний Ахмед I, поскольку двух старших сыновей Мехмеда III уже не было в живых. Поскольку Ахмед ещё не был обрезан и не имел наложниц, у него не было сыновей, что создавало проблему с наследованием, и поэтому брат Ахмеда, Мустафа, был оставлен в живых — вопреки традиции. После появления сыновей Ахмед дважды собирался казнить Мустафу, но оба раза по различным причинам отложил казнь. Кроме того, не убивать Мустафу Ахмеда уговаривала Кёсем-султан, имевшая на это свои причины. Когда Ахмед умер 22 ноября 1617 года в возрасте 27 лет, он оставил семь сыновей и брата. Старшим сыном Ахмеда был Осман, родившийся в 1604 году. Улемы, визири и лидеры янычар приняли решение возвести на трон Мустафу. Это был первый случай, когда султаном стал не сын, а брат предыдущего султана. С этого времени при воцарении султаны не казнили братьев, а запирали их в кафесе под постоянной охраной. И, хотя наследников содержали, как правило, в роскоши, многие шехзаде сошли с ума от скуки либо стали развратниками-пьяницами. И это понятно, ведь они понимали, что в любой момент их могут казнить.
В 1876 году была принята Конституция Османской империи, которая закрепила де-юре существующий уже столетия де-факто сеньоратный принцип наследования престола (ekberiyyet):
Статья 3. Оcманская верховная власть, сосредоточивающая в лице государя великого халифа, принадлежит старшему принцу династии Османа, сообразно правилам, установленным ab antiquo.

## Применение

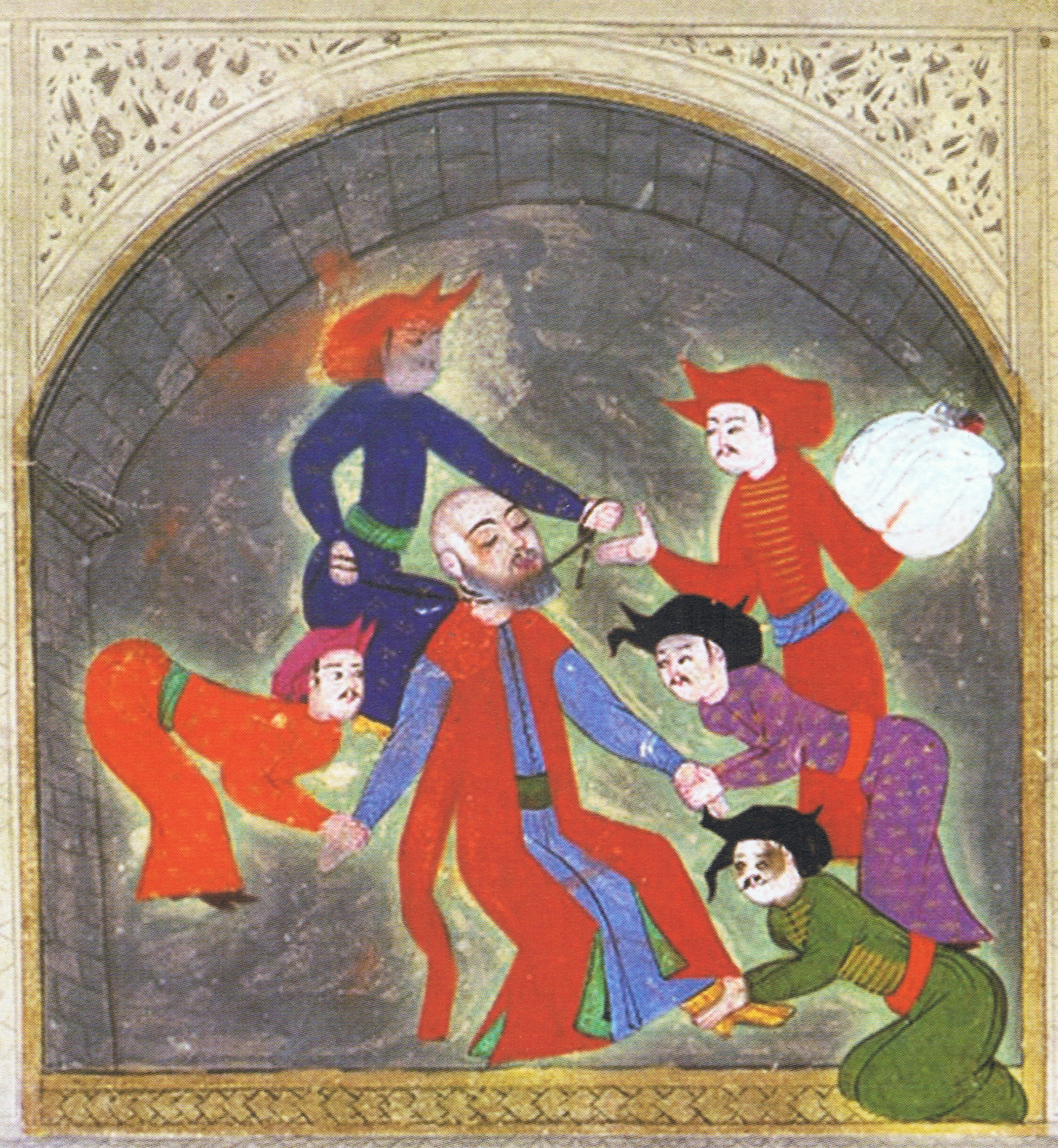
Казнь с помощью тетивы лука. Хюнер-наме

Случаи убийства близких родственников во время борьбы за власть (или вследствие её) в династии османов, как и в любой династии, происходили с первых же дней: Осман поспособствовал смерти своего дяди, Дюндар-бея, не простив ему того, что Дюндар претендовал на роль вождя.
Можно сформулировать три причины, по которым члены семьи подвергались казни: если они восставали с целью захвата трона; если есть определённые признаки восстания (намерения, выраженные в письме, разговоре); если есть потенциальной угроза от самого существования шехзаде.
И, конечно, казня соперника в борьбе за престол, зачастую казнили и всех его сыновей, независимо от возраста. До Мурада II во всех случаях казнили только провинившихся принцев (и их сыновей): бунтовщиков и заговорщиков, противников в вооружённой борьбе. Из этого ряда выпадает только смерть Якуба, который, по легендам, был убит по приказу брата, Баязида, на Косовом поле после смерти Мурада I. Мурад II первым наложил наказание на несовершеннолетних невиновных братьев (8 и 7 лет), велев их ослепить абсолютно без их вины. Его сын, Мехмед II, пошёл дальше. Сразу после джулюса (вступления во власть) вдовы Мурада пришли поздравить Мехмеда с воцарением. Одна из них, Хатидже Халиме-хатун, представительница династии Джандарогуллары, недавно родила сына, Кючюк Ахмеда. Пока женщина беседовала с Мехмедом, по его приказу Али-бей Эвреносоглу, сын Эвренос-бея, утопил младенца. Дука придавал особое значение этому сыну, называя его «порфиророждённым» (рождённым после того, как его отец стал султаном). В Византийской империи такие дети имели приоритет в наследовании престола. Кроме того, в отличие от Мехмеда, матерью которого была рабыня, Ахмед был рождён от династического союза. Всё это делало трёхмесячного младенца опасным соперником и заставило Мехмеда избавиться от него. Убийство (казнь) при воцарении невиновного брата-младенца только для предотвращения возможных проблем до этого у османов не практиковалось. Бабингер называет это «инаугурацией закона братоубийства».
Трудно подсчитать жертвы этого закона. Нельзя сказать, что после принятия этого закона он применялся часто. Однако, возможно, что некоторые из мятежей принцев происходили вследствие боязни быть убитым при воцарении брата. В таком случае можно было бы считать жертвами закона Фатиха шехзаде Мехмеда, шехзаде Коркута, шехзаде Ахмета, шехзаде Мустафу и шехзаде Баязида, однако во всех этих случаях казнённые принцы сами давали повод обвинить себя тем или иным способом: либо бунтовали, либо участвовали в заговоре, либо подозревались в нелояльных действиях, то есть казнили их уже как бунтовщиков.
Османы унаследовали представление о том, что пролитие крови членов династии недопустимо, поэтому родственников султанов казнили, удавливая их с помощью тетивы лука. Дюзме Мустафа был повешен на виселице. По словам османского историка Бехишти тело висело, пока не свалилось. Дука отметил, что такая казнь была выбрана, чтобы представить Мустафу самозванцем, а не членом династии. 
Хоронили убитых сыновей султана с почётом, обычно рядом с умершим отцом. Баязид II не применял при воцарении закон Фатиха, поскольку отношения с братом Джемом выяснил с оружием в руках, однако  Баязид II приказал казнить двухлетнего сына Джема, Огуза после бегства Джема в Каир.
Селим I не убил своего брата Коркута, когда в 1512 году взошел на престол, однако Коркут имел неосторожность ответить тем чиновникам, которые хотели бы видеть его султаном. Его письмо увидел Селим и казнил его в 1513 году. Троих своих сыновей Селим казнил 20 ноября 1514 года. Причины такой жестокости неизвестны, Алдерсон указывает причиной казни мятеж. Сулеймана I пережил только один сын, Селим II, поэтому в чистом виде закон Фатиха применялся начиная с воцарения Мурада III в 1574 году и до смерти Мурада IV в 1640 году:
«...султан Мурат <...> со слезами на глазах, послал немых, поручив им задушить братьев и собственными руками передал их старшему девять платков».
- Мурад III, старший сын Селима II, при воцарении в 1574 году воспользовался своим правом казнить ни в чём не виновных малолетних братьев по закону Фатиха. Количество казнённых оценивается как пять (Алдерсон[36]), шесть (Пирс[38]) или девять (Финкель со ссылкой на «третьего медика» шехзаде Мурада[39]). Кроме того, было казнено несколько наложниц Селима[36][16].
- Мехмед III, старший сын Мурада III, при вступлении на престол также отдал приказ о казни своих малолетних братьев. У него их было 19. Им сказали, что их ведут на обрезание, но в итоге всех удавили[19][16].
- Согласно сообщению Симона Контарини, Ахмед I, старший из сыновей Мехмеда III, переживших его, дважды отдал приказ о казни Мустафы, однако оба раза случались неприятности, заставлявшие суеверного султана отменять приказ. Один раз это были рези в животе, а второй — сильная гроза над дворцом[40].
- Сын Ахмеда, Осман II, приказал казнить своего брата, Мехмеда. Осман опасался, что в его отсутствие Мехмеда объявят султаном, лично к Мехмеду у него претензий не было. Сам Осман был вскоре свергнут и убит[41].
- Мурад IV приказал казнить как минимум двух своих несовершеннолетних братьев (согласно Алдерсону, четырёх[42]). Несмотря на то, что у него так и не было сыновей, переживших младенчество, Мурад приказал казнить своего последнего брата и единственного наследника, Ибрагима. Однако Ибрагима спасла мать, и он сменил Мурада на троне. Убит Ибрагим был позже, после мятежа янычар и свержения[42].

В дальнейшем закон Фатиха более не применялся. Посчитано, что на протяжении всей истории Османской империи было казнено 60 принцев. Из них 16 были казнены за мятежи и 7 за попытки мятежа. Все прочие — 37 — из соображений общей пользы.
| На гроб клали тюрбан. Чаще всего невинных казнённых принцев хоронили рядом с отцом. |                 |                  |                |
|                                                                                     |                 |                  |                |
| Тюрбан на гробе казнённого принца, Хюнер-наме                                       | Тюрбе Селима II | Тюрбе Мурада III | Тюрбе Ахмеда I |

## Оценка
Роль братоубийства и закона Фатиха оценивается по-разному. Согласно мнению турецких историков Э. Афьонджу и Э. Б. Экинджи, братоубийство избавило Османскую империю от гражданских войн после смерти султанов и помогло сохранить целостность империи — в отличие от существовавших до неё турецких государств.
С другой стороны, войны Джема и Баязида избежать не удалось. Мятежи сыновей Баязида II — шехзаде Ахмета и шехзаде Селима — против отца во многом были спровоцированы боязнью каждого из них быть убитым по закону Фатиха. Сын султана начинал бунтовать, понимая, что санджак, куда его направляют, расположен дальше, чем у конкурента. Трагедия сыновей Сулеймана тоже спровоцирована этим законом. И шехзаде Мустафу, и шехзаде Баязида можно считать жертвами закона Фатиха. Гражданской войны после смерти Сулеймана не было, но сыновья успели повоевать при его жизни. То есть, выбор «царствуй или умри» оказывал на сыновей султанов давление и вынуждал принять все возможные меры для того, чтобы царствовать.
Существует точка зрения, что закон Фатиха — это выдумка. То, что до XX века была известна лишь одна копия Канун-наме, содержавшая закон Фатиха, и эта копия находилась в Вене, давало повод говорить, что кодекс является западной фальшивкой. Однако в ходе исследований были найдены и другие экземпляры. Историки Халил Иналджик и Абдулкадир Озджан показали, что Канун-наме был создан Фатихом, однако до наших дней дошли копии времён правления сына Фатиха (Баязида II), содержащие позднейшие включения и правки.
Некоторые современные учёные считают, что казни принцев, которые ни чем не провинились, не бунтовали и не вели переписки с заговорщиками, были незаконны и нарушали правила шариата. Наказание невиновного человека для предотвращения возможного преступления в будущем противоречит закону в соответствии презумпцией невиновности. Но османское (шариатское) право в большинстве своих положений и не отрицало необходимость доказательства вины. Казнь невиновного человека признавалась законной (оправданной) лишь как «меньшее из возможных зол», и опиралась такая точка зрения на принцип маслаха. «Маслаха» означает приоритет общественной пользы над личной. Согласно Корану, фитна (хаос, восстание, бунт) хуже, чем убийство человека, и потому часть толкователей исламских законов считает, что они допускают убийство невиновного человека для общего блага. «Фитна хуже убийства», Коран 2:217. При каждом таком акте требовалась «санкция»-фетва, при этом различные улемы, имеющие право истолковывать закон и выносить решение, могли иметь различное понимание ситуации и мнение. Например, османский султан Осман II хотел казнить своего брата Мехмеда перед отъездом к Хотину, чтобы избежать возможного мятежа. Сначала Осман обратился к шейх аль-исламу Ходжазаде Эсаду-эфенди, но тот отказал султану. Тогда Осман обратился к кадиаскеру Румелии Ташкопрюзаде Мехмеду-эфенди, тот рассудил иначе, чем шейх-аль-ислам, и санкционировал казнь шехзаде Мехмеда.
Ханбалитский учёный Карми (умер в 1624 году) назвал закон Фатиха «силой [добродетелью] Османской империи». Одобряя убийство сыновей или братьев во избежание кризиса и войны, Карми считал закон очень полезным, по его словам, он предпочёл бы дать фетву на казнь троих человек ради спасения остальных. Свою позицию Карми поясняет на примере марокканского султаната (династия Саадиты), который погиб, по его мнению, из-за отсутствия превентивного братоубийства.

### Энциклопедии
Исламская энциклопедия
- Emecen F. Osman II : Islamansiklopedisi. — 2007. — C. 33. — S. 453—456.
- Emecen  F. Selîm I (тур.) : Islamansiklopedisi. — 2009. — C. 36. — S. 407—414.
- Eroğlu  H. Şehzade-2. bölüm (madde 2 bölümden oluşmaktadır) (тур.) : Islamansiklopedisi. — 2010. — C. 38. — S. 480—483.
- İnalcık  H. Osman I (тур.) : Islamansiklopedisi. — 2007. — C. 33. — S. 443—453.
- Özcan A. Koca Hüseyin (тур.) : Islamansiklopedisi. — 2002. — C. 26. — S. 130—131.

- Turan S. Mustafa Çelebi (тур.) : Islamansiklopedisi. — 2006. — C. 31. — S. 290—292.

Энциклопедия ислама
- Babinger F. Sawdji (англ.)  / Houtsma, Martijn Theodoor. — Leiden: BRILL, 2000. — Vol. IX. — P. 93. — ISBN 978-0-691-01078-6.
- Fisher A. Musrafa (англ.)  / Houtsma, Martijn Theodoor. — Leiden: BRILL, 1993. — Vol. VII. — P. 710—713. — ISBN 978-0-691-01078-6.

- İnalcık H. Selim I (англ.)  / Houtsma, Martijn Theodoor. — Leiden: BRILL, 1997. — Vol. IX. — P. 127—131. — ISBN 978-0-691-01078-6.
- İnalcık H. Djem (англ.)  / Houtsma, Martijn Theodoor. — Leiden: BRILL, 1991. — Vol. II. — P. 529—531. — ISBN 978-0-691-01078-6.
- Kramers J.H. Mustafa I (англ.)  / Houtsma, Martijn Theodoor. — Leiden: BRILL, 1993. — Vol. VII. — P. 707. — ISBN 978-0-691-01078-6.
- Mantran R. Ahmad I (англ.)  / Houtsma, Martijn Theodoor. — Leiden: BRILL, 1986. — Vol. I. — P. 267—268. — ISBN 978-0-691-01078-6.

- Murphey R.[англ.]. Suleyman I (англ.)  / Houtsma, Martijn Theodoor. — Leiden: BRILL, 1997. — Vol. IX. — P. 832—843. — ISBN 978-0-691-01078-6.